# Pietro Roman
Pietro Roman (Roma, 20 settembre 1989) è un cavaliere italiano.
Figlio di Federico Roman, medaglia d'oro ai Giochi olimpici di Mosca, Pietro fa parte della nazionale Italiana di concorso completo (FISE) dal 2015.
- Nel 2015 ha partecipato ai campionati Europei di Blair Castle come componente della squadra.
- Nel 2016 ha partecipato ai Giochi olimpici di Rio de Janeiro nel concorso completo, concludendo la gara in ventitreesima posizione come unico finalista italiano.
Nella competizione a squadre, con il fratello Luca Roman, Arianna Schivo e Stefano Brecciaroli terminò la gara in nona posizione.
- Nel 2017 ha partecipato ai Campionati Europei di Strzegom 2017 conquistando la medaglia di bronzo a squadre insieme ad Arianna Schivo, Vittoria Panizzon e Pietro Sandei.
- Nel 2018 ha partecipato ai campionati Mondiali di Tryon (Tryon international equestrian center[1])

## Palmarès
- Campionati Europei

Blair Castle 2015
Strzegom 2017 - bronzo nella gara a squadre.
Strzegom 2017 - 13º individuale.
- Giochi Olimpici Rio de Janeiro
- Campionato Mondiali Tryon 2018